# 361193 Cheungtaklung
361193 Cheungtaklung este o planetă minoră (asteroid), cu un diametru de 1,944 km, din centura de asteroizi. A fost descoperită pe 29 august 2006 la Lulin Observatory⁠(d) de Lin Hongqin⁠(d). 
Obiectul prezintă o orbită caracterizată de o semiaxă mare de 2,4555193028352 UAi, o excentricitate de 0,25950217795545, o înclinație de 10,80780110311 ° în raport cu ecliptica.